# موزه آبگینه و سفالینه
موزهٔ آبگینه و سفالینه‌های ایران یکی از موزه‌های شهر تهران است. عمارت این موزه، خانه‌ای تاریخی مربوط به دوره قاجار در تهران، خیابان سی تیر جای گرفته است. این اثر در تاریخ ۷ اردیبهشت ۱۳۷۷ با شمارهٔ ثبت ۲۰۱۴ به‌عنوان یکی از آثار ملی ایران به ثبت رسیده است. آبگینه موزه تخصصی شیشه و سفال است.
این موزه یکی از پربازدیدکننده‌ترین موزه‌های شهر تهران است و بیشتر بازدیدکنندگان آن گردشگران خارجی هستند. سالانه به‌طور میانگین بیش از ۲ میلیون نفر از این موزه بازدید می‌کنند.
اکنون مدیریت موزه برعهده دکتر نوید صالح وند باستان‌شناس و پژوهشگر شیشه‌های باستانی ایران است.

## ساختمان

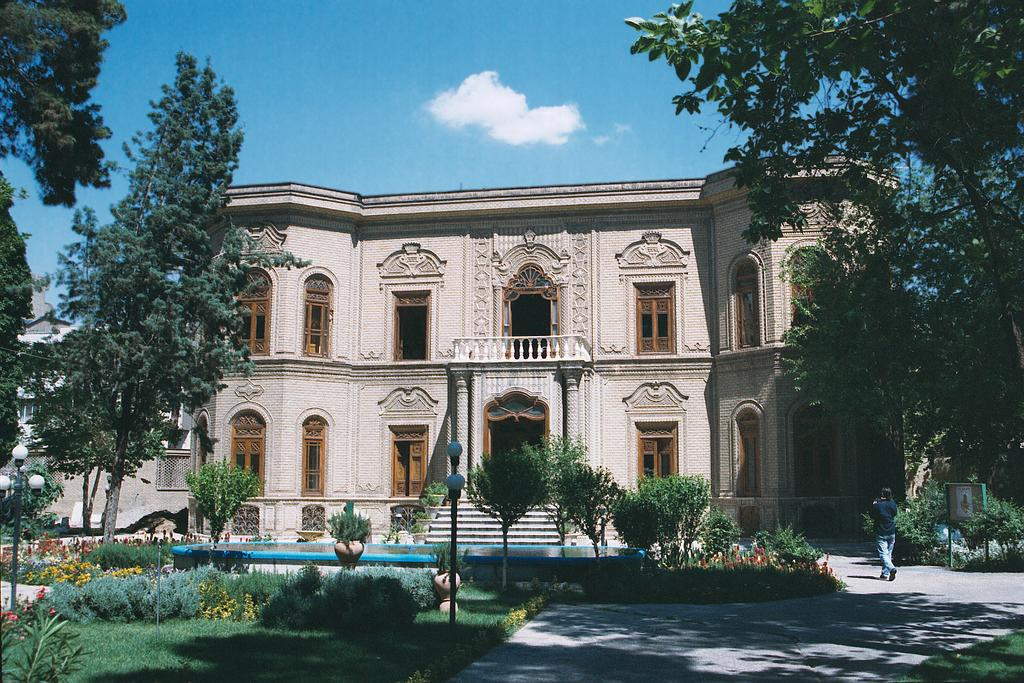
نمایی از ساختمان موزه

### پیشینه
ساختمان موزه در دهه ۱۲۹۰ شمسی به عنوان یک خانه مسکونی برای احمد قوام بنا شد و سال‌ها منزل و دفتر کار وی بود. در سال‌های ابتدای دهه ۱۳۰۰ شمسی این خانه به سفارت مصر فروخته شد و تا سال ۱۳۵۱ به عنوان سفارت مصر از آن استفاده می‌شد. لازم است ذکر شود که در دهه ۴۰ شمسی رابطه سیاسی ایران و مصر قطع شد و این ساختمان نیز عملاً خالی بود. در این مدت، سفارت افغانستان حافظ منافع مصر در ایران بود و بنابراین تابلوی «سفارت افغانستان، مسئول حفظ منافع جمهوری متحده عربی در ایران» بر سردر این ساختمان نصب شده بود که در روز ۸ شهریور ۱۳۴۹ با تجدید مناسبات ایران و مصر، دوباره تابلوی سفارت کبرای جمهوری عربی متحده بر سردر این بنا نصب شد. از آنجایی که در طول ۱۲ سال قطع رابطه ایران و مصر، تعمیراتی در آن انجام نشده بود و هزینه تعمیرات این مجموعه هم زیاد بود، بنابراین آن را به فروش گذاشتند. بانک بازرگانی ایران آن را در اسفند ۱۳۵۱ با مبلغ ۵ میلیون تومان خرید تا از آن به عنوان باشگاه کارکنان بانک استفاده کند. در سال ۱۳۵۵ دفتر فرح پهلوی این عمارت قاجاری را برای راه اندازی موزه خریداری کرد و با همکاری مهندسان ایرانی و اتریشی نوسازی و بهسازی آن آغاز شد.
طراحی این موزه به مهندسان ایرانی و طراحی ویترین‌ها و معماری داخلی آن به هانس هولاین، معمار برجسته اتریشی سپرده شد. هولاین در طراحی موزه آبگینه از آثار برجسته تاریخی ایران مانند کاخ تچر، ستون‌های تخت جمشید، قوس‌های صفوی و کعبه زرتشت الهام گرفته است. با اینکه ویترین‌ها و فضای کلی موزه به شیوه مدرن طراحی شده‌اند، اما این طراحی مدرن به فضای کلی ساختمان آسیب نزده و در هماهنگی کامل با آن است.

### معماری

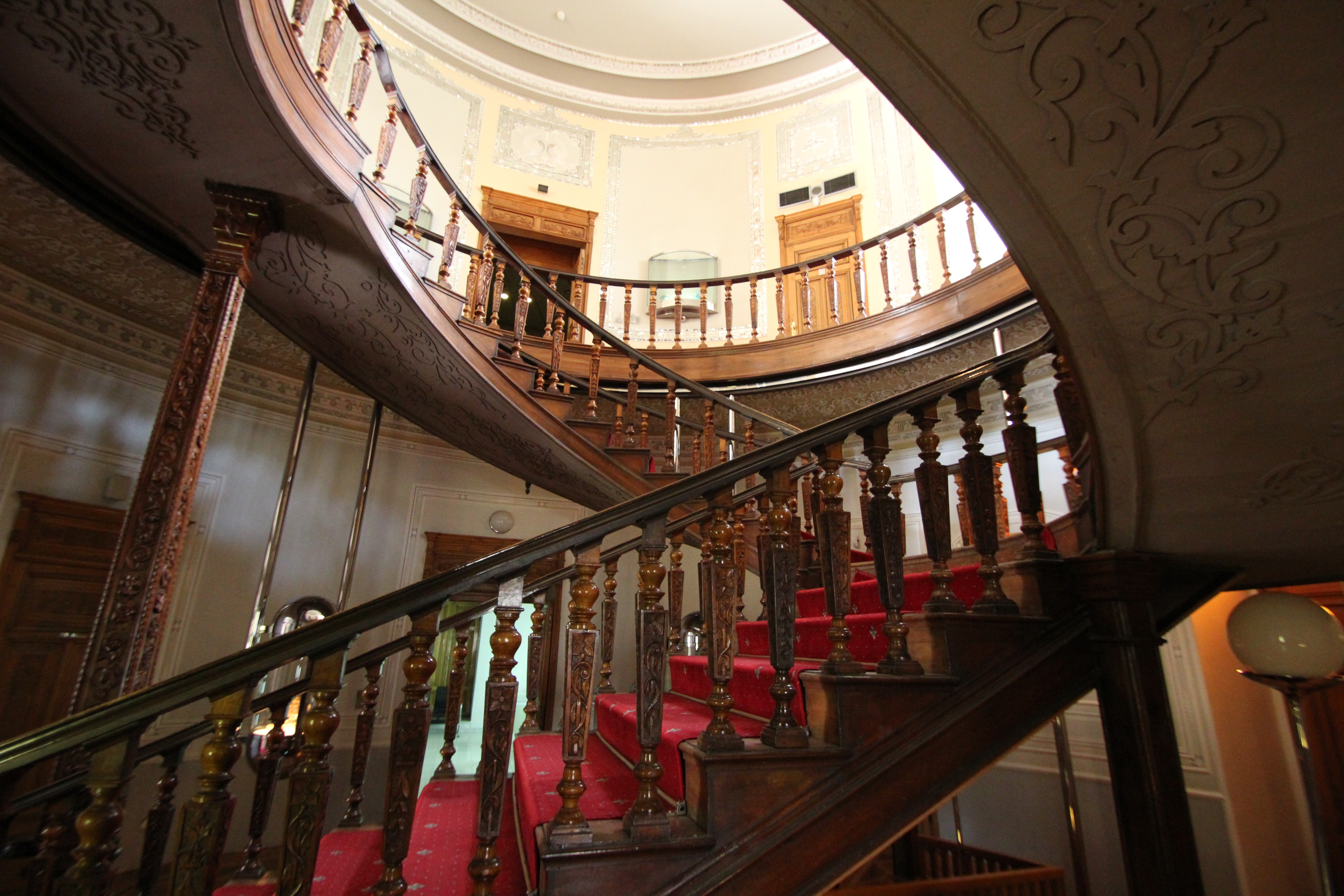
نمایی از درون موزه

ساختمان موزه ده ضلعی است و در باغی به مساحت ۷۰۰۰ مترمربع قرار دارد. طرح‌های در و پنجره‌های نفیس که بسیار خوب نگه‌داری شده‌اند، یادآور آثار دوره سلجوقی است.
این ساختمان در دو طبقه و پنج تالار ساخته شده است. تالار یک و دو در طبقه اول و تالارهای دیگر در طبقه فوقانی قرار دارد. در تالار شماره دو (بلور) قدیمی‌ترین شیشه‌ها و لوله‌های شیشه‌ای و سفال‌ها قرار داده شده است. طراح ویترین‌های موزه مهندسی اتریشی به نام هانس هولاین است. تزیینات بنا شامل منبت کاری چهارچوب درها و پله‌ها است و آجرکاری نما که در ۵۰ نوع است.
این خانه بر پایه آمیزه‌ای از معماری ایرانی و معماری اروپایی ساخته شده است. طراحی پلکان آن به شیوه روسی است اما هنر معماری ایرانی در منبت کاریهای درها و پله‌ها، گچبریهای سقف‌ها و ستون‌ها و آیینه کاری‌هایی آن دیده می‌شود. پس از انقلاب در سال ۱۳۶۸ به آینه‌کاری طبقه دوم بخش‌هایی افزوده شده که در آن‌ها درونمایه‌های مذهبی و انقلابی به چشم می‌خورد. گچ‌بری موزه شامل دو دوره است: دوران قوام و سبک غربی در زمان سفارت مصر و آینه‌کاری‌های طبقه دوم که مربوط به دوره قاجار است.
موزه آبگینه در ۲ طبقه با ۵ تالار ساخته شده است که در دو تالار طبقه یک شیشه و سفال مربوط به دوران قبل از اسلام و در سه تالار طبقه دوم آثار دوران اسلامی به نمایش گذاشته شده است. کتاب‌خانه موزه نیز، در ضلع شمال غربی جای گرفته است.

#### طراحی داخلی

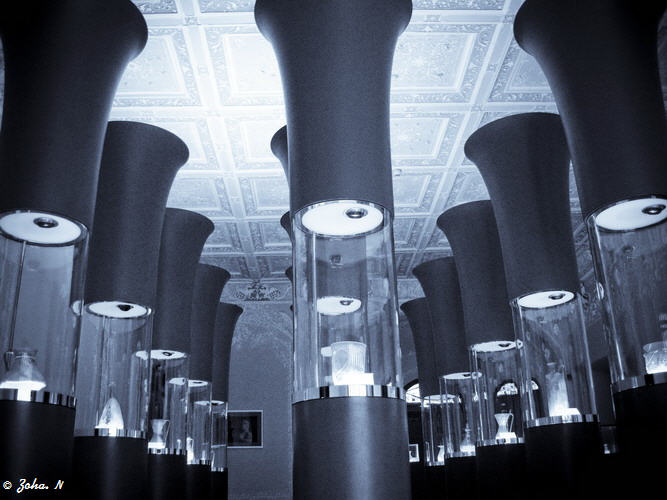
نمایی از ویترینهای موزه

از برجسته‌ترین ویژگی‌های طراحی داخلی موزه آبگینه باید از طراحی ویترینها یاد کرد. ویترینهایی که با الهام از ستون‌های تخت جمشید، یا با الهام از کاخ تچر و گاه با الهام از کعبه زرتشت در نقش رستم طراحی شده‌اند و در نوع خود بی‌مانند و یگانه هستند.

## دربارهٔ موزه
قدیمی‌ترین آثار شیشه ای زیورآلات مربوط به هزاره سوم است. از دیگر آثار مربوط به دوره‌های پیش از تاریخ، می‌توان شیشه‌ها و سفال‌های طبقه یک نام برد. در این بخش، کهن‌ترین سفال پیکره مربوط به هزاره ششم ق م به نمایش گذارده شده است.

### تالار صدف
دلیل نامگذاری تالار صدف به این نام به سبب همسانی شکل آن به صدف نیمه باز بوده است. این تالار دربردارنده آثار شیشه ای قرون میانه اسلامی در این تالار و همچنین انواع سفال‌های سده‌های سوم و چهارم از شهر نیشابور است.

### تالار زرین
تالار چهار را به دلیل نمایش ظرف‌های زرین‌فام که دیرینگی‌شان به دوره سلجوقی می‌رسد، به نام «تالار زرین» می‌خوانند. این تالار دربرگیرنده ظروفی است که با خط نسخ تزیین شده است.

### تالار لاجورد
تالار پنج که به شوند آثار و لعاب‌های به یک رنگ فیروزه به نام «تالار لاجورد» نامیده می‌شود. این آثار از سده‌های هفتم و هشتم (دوره ایلخانی) به جا مانده است.
با نزدیک شدن آثار به دوران صفویه، اشیاء مصرفی‌تر می‌شود. تزیینات این بخش شامل گلاب‌پاش و صراحی است. هم‌چنین میزی که از دوران قاجار به جا مانده با لعاب هفت رنگ و آذین‌بندی شده به نقش چهره‌های شخصیت‌های شاهنامه است که نام هر شخص بالای چهره نوشته شده است.

### بخش‌های دیگر
موزه دربرگیرنده بخش‌های اداری (زیرزمین)، دبیرخانه و ریاست (طبقه بالا) است. کتابخانه نیز در ضلع شمال غربی بنا جای گرفته و دربردارنده ۴۰۰۰ عنوان کتاب فارسی و انگلیسی در زمینه‌های باستان‌شناسی، تاریخ و هنر است.
در حال حاضر بخش جنوبی عمارت هم در اختیار بنیاد سینمایی فارابی است

## نگارخانه

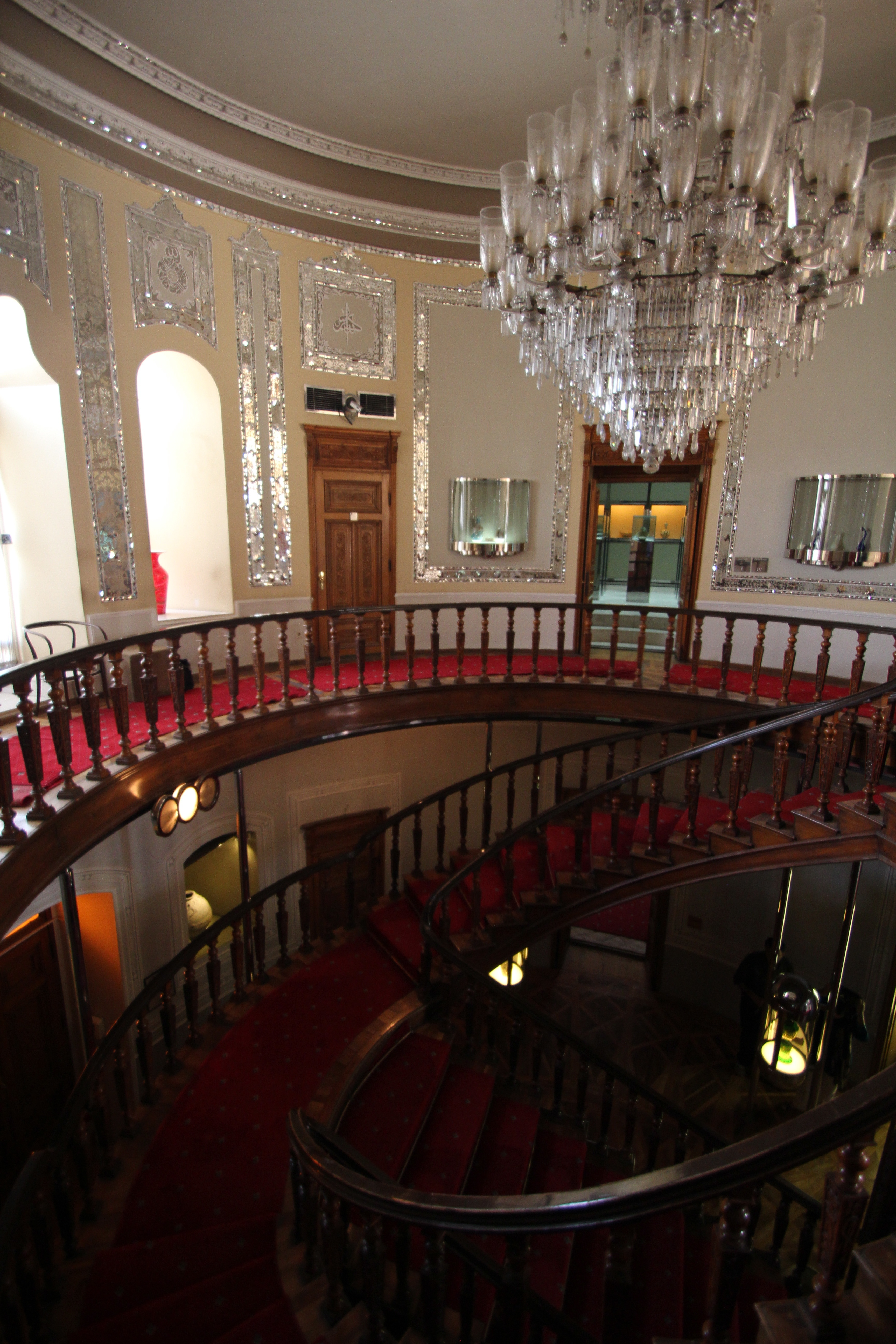
نمای درونی موزه
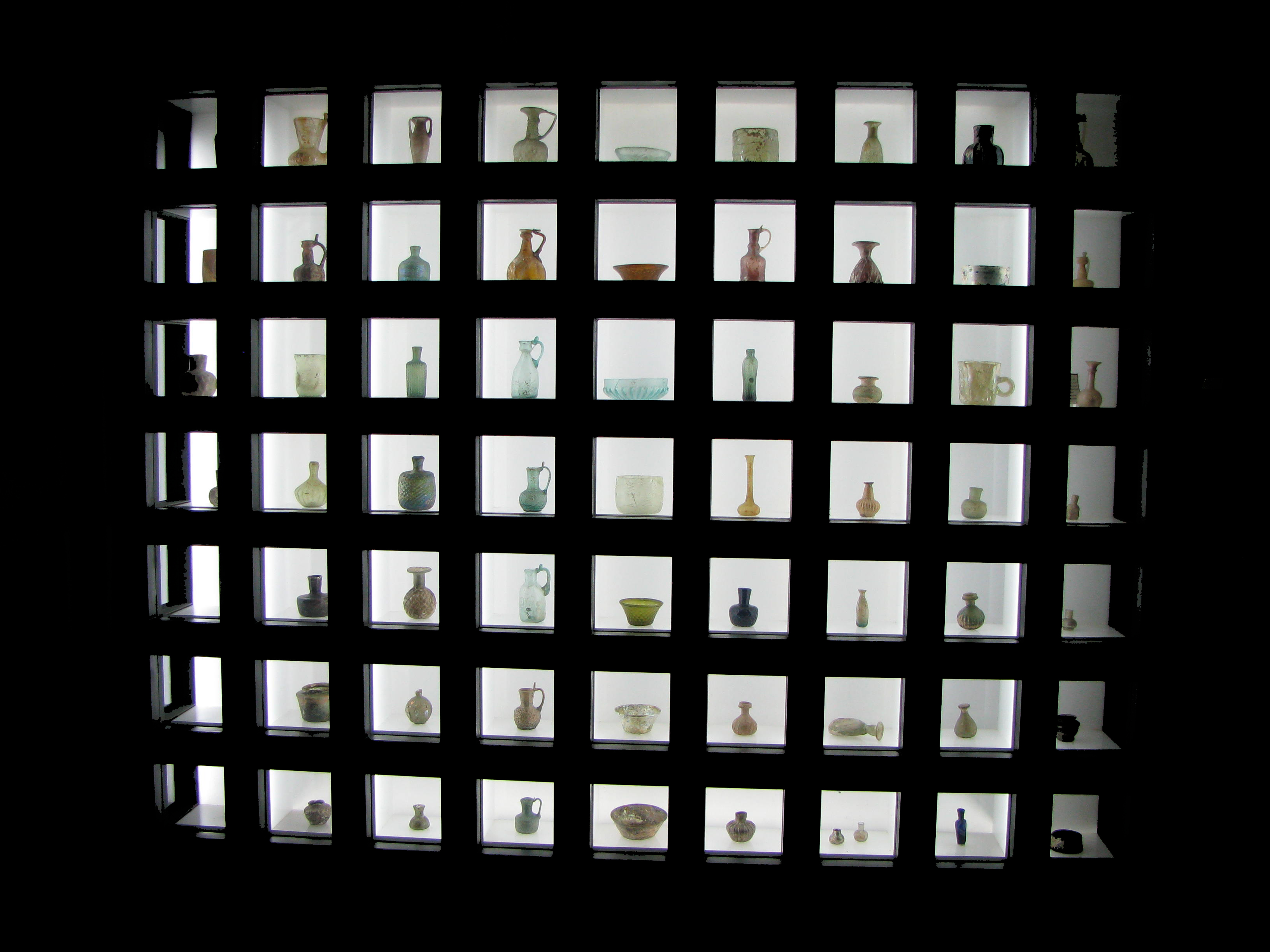
نمایی از اشیا درون موزه
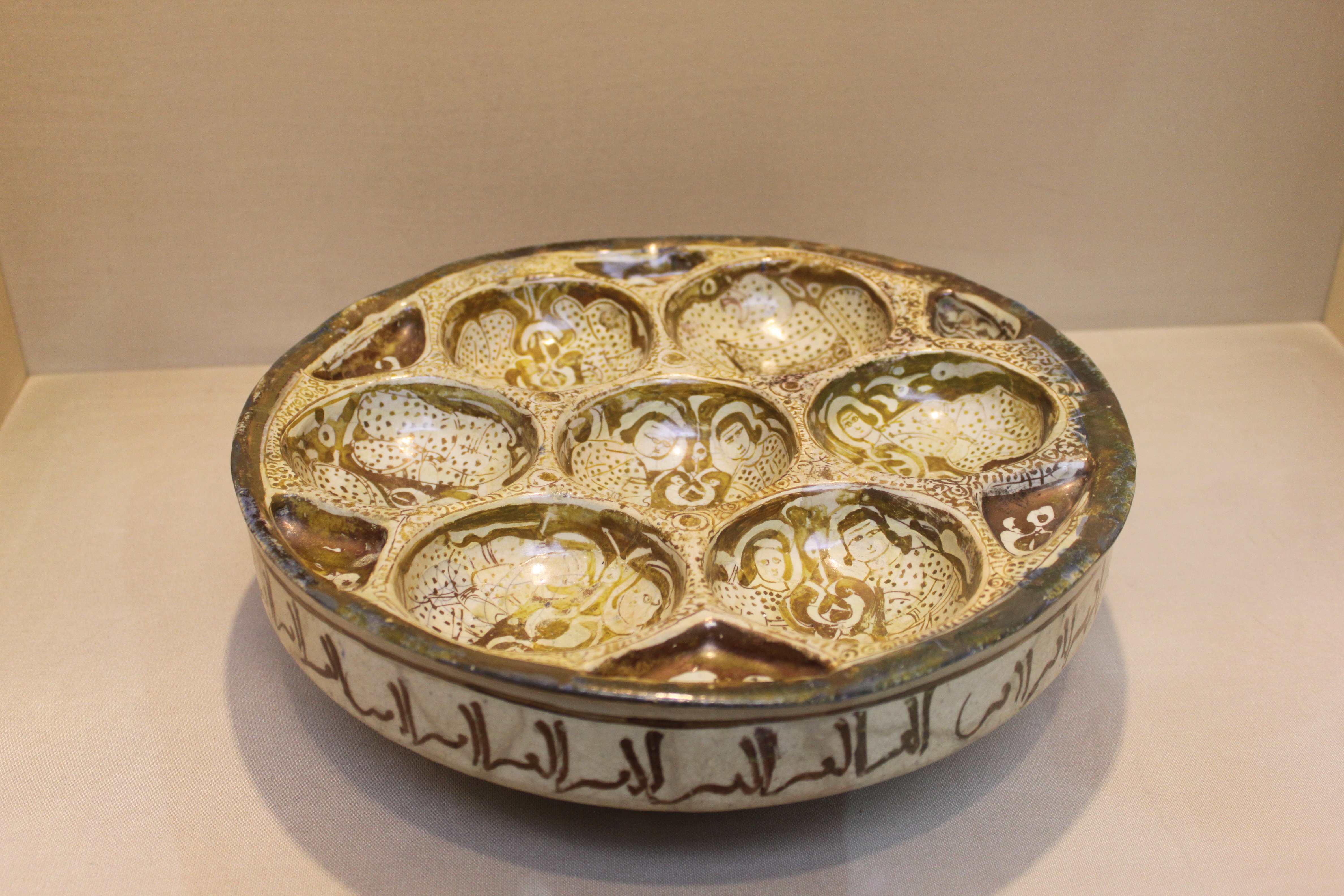
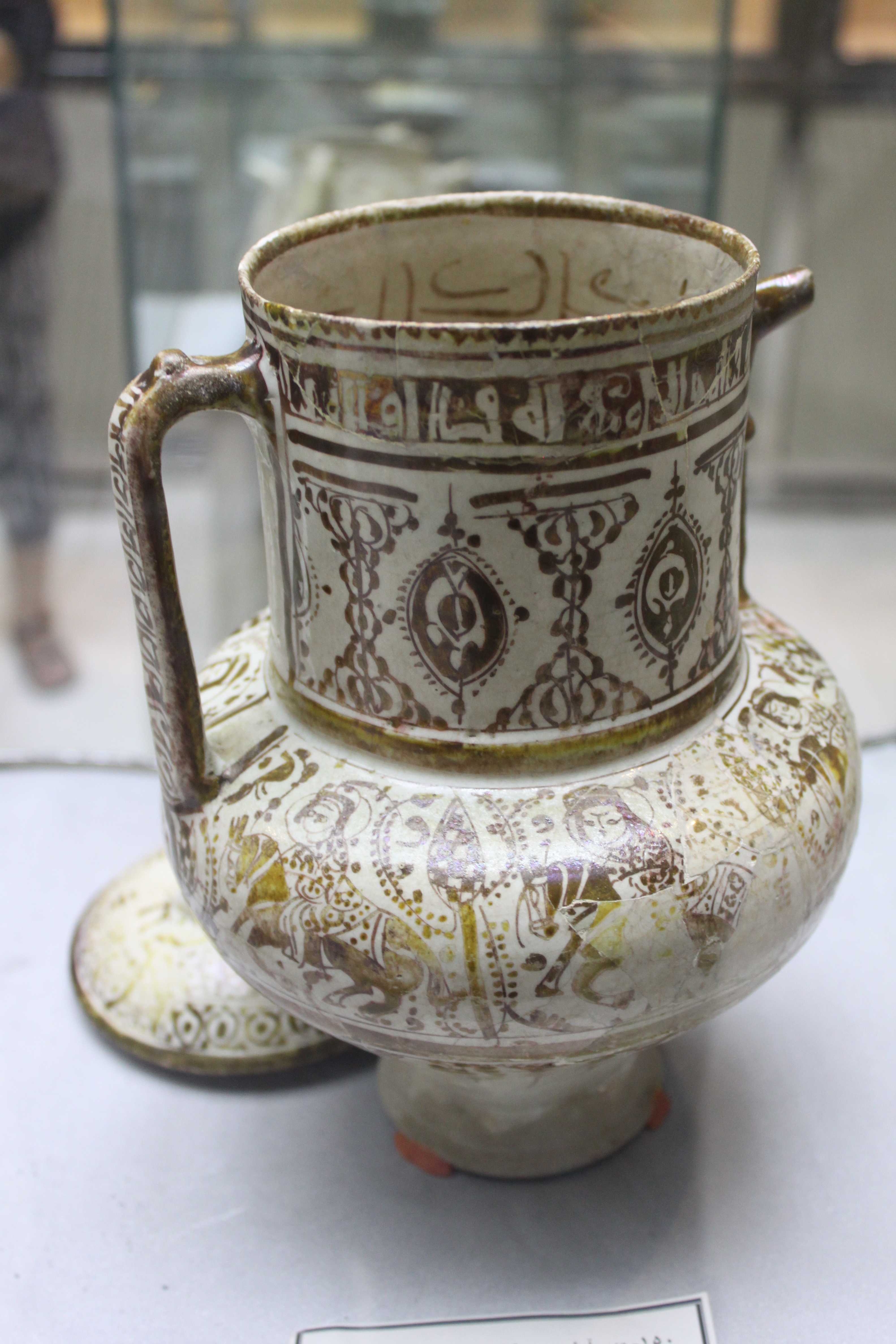
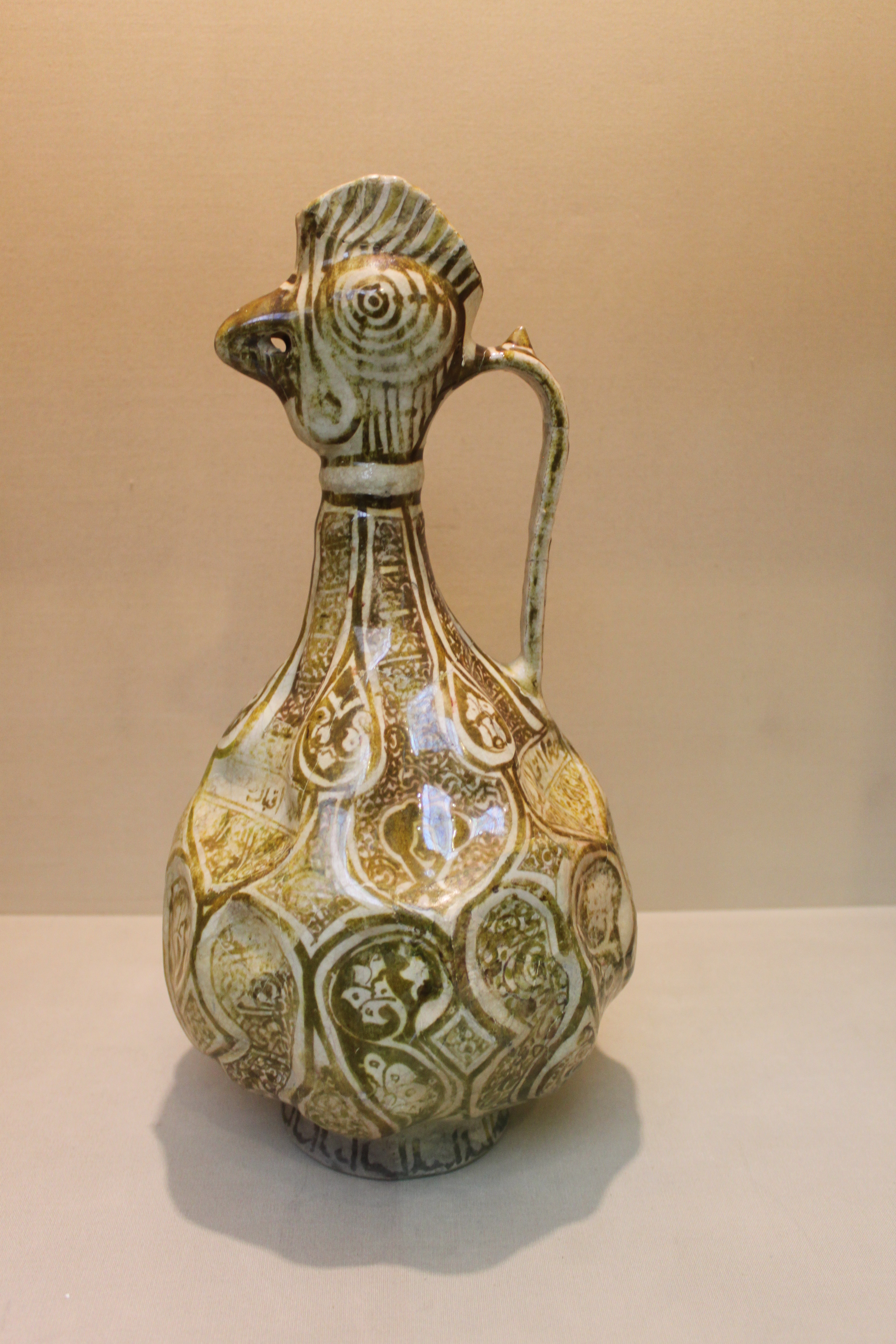
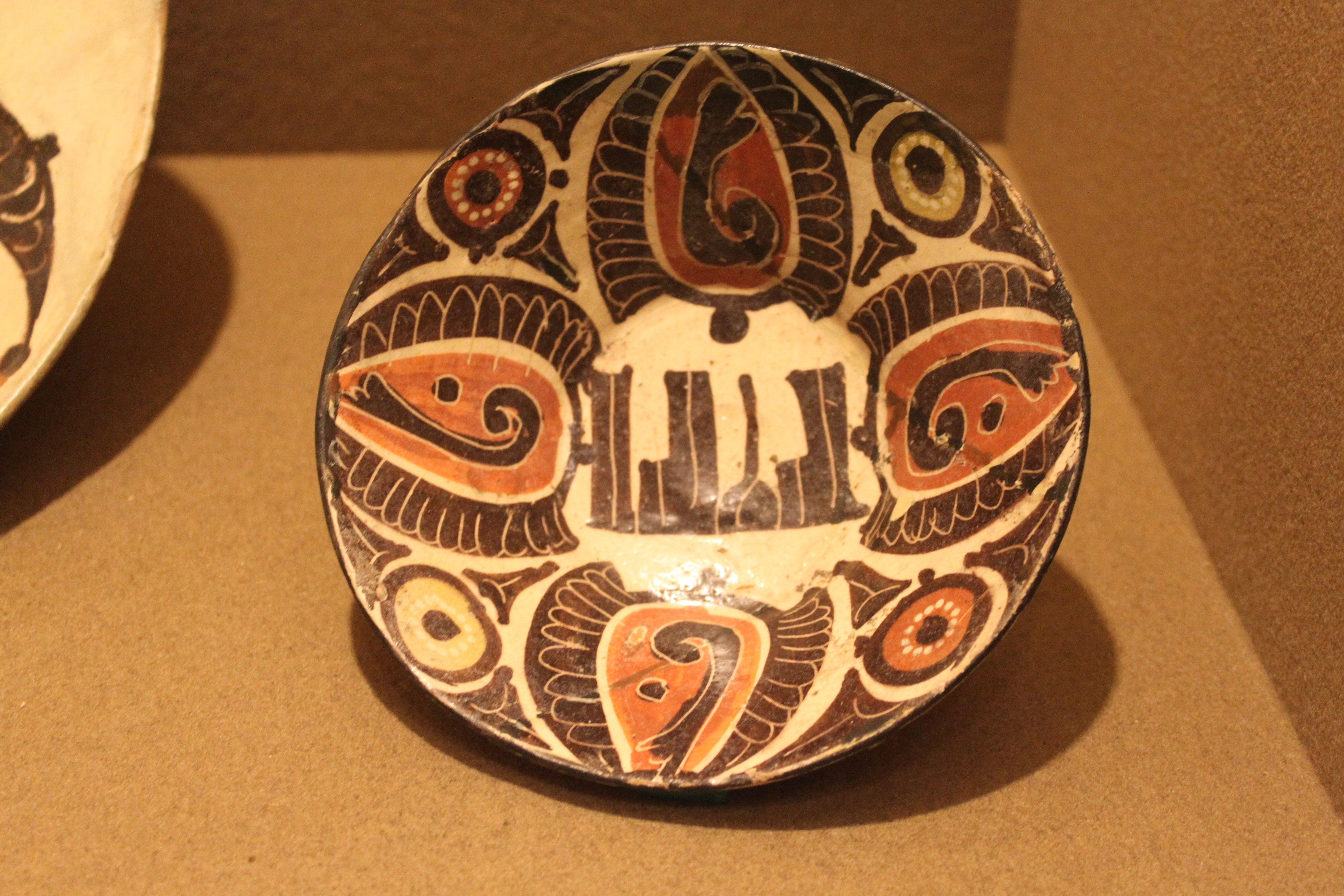
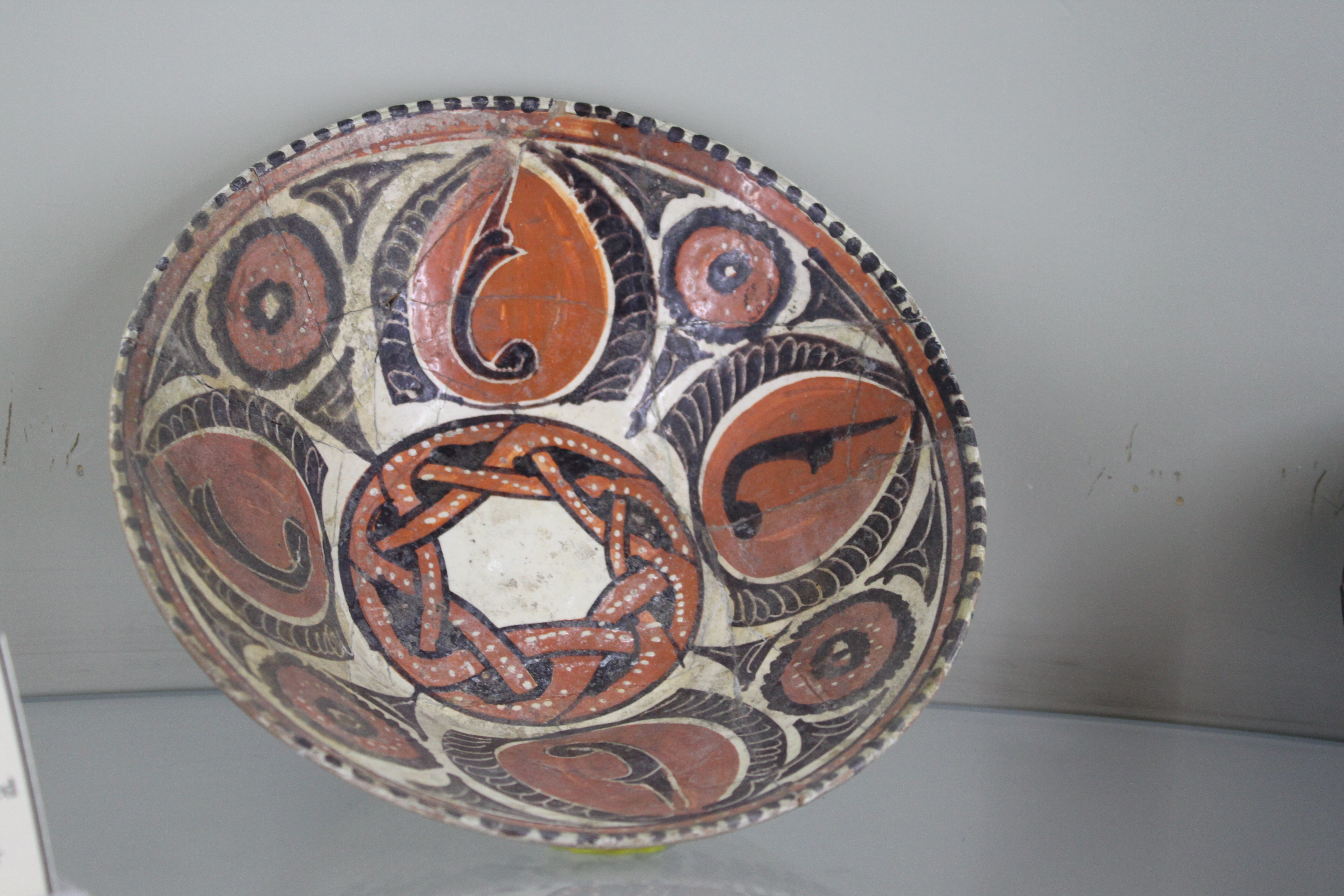
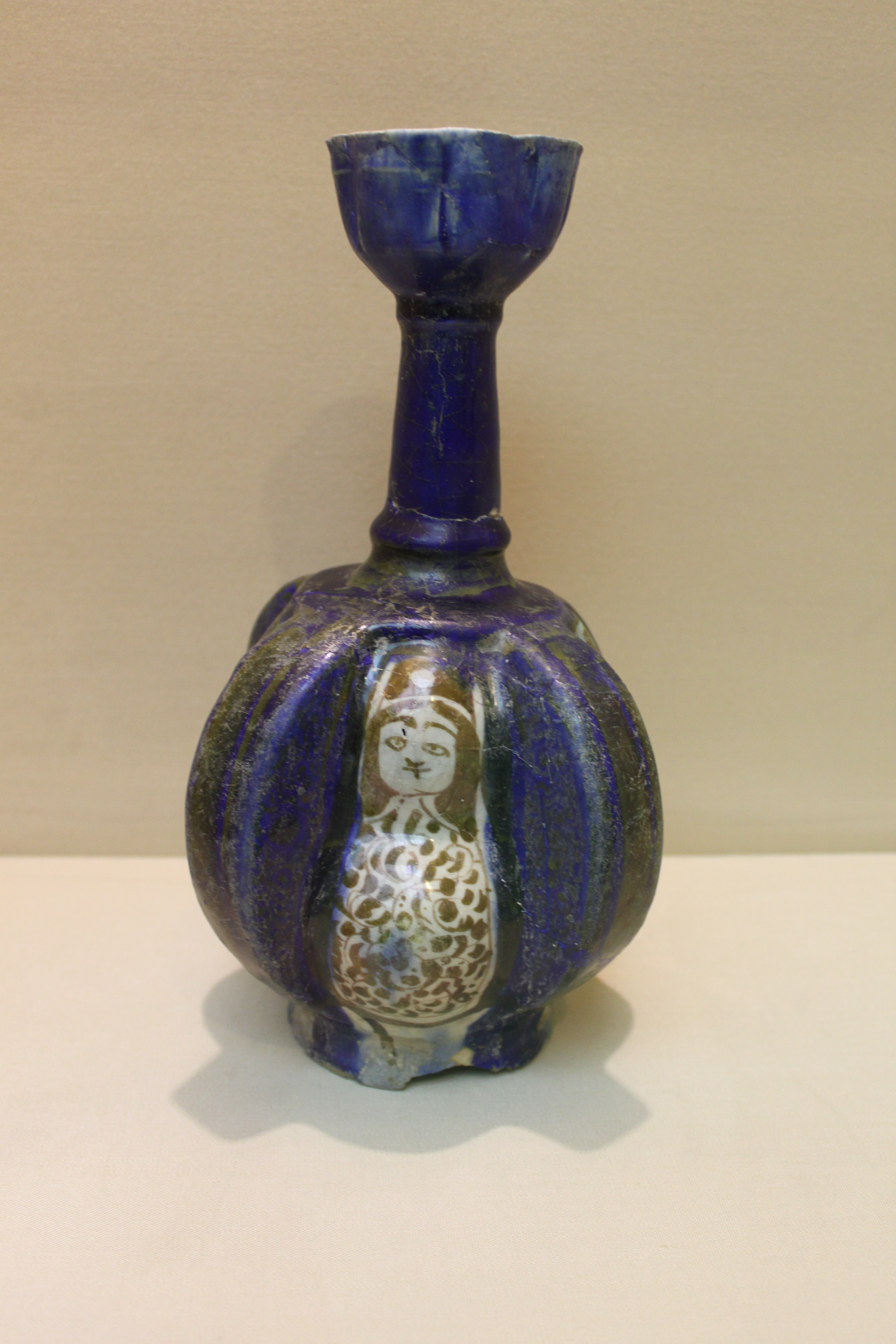

## دسترسی
تهران، خیابان جمهوری، خیابان سی‌تیر، پلاک ۷۵